# Santa Maria (Distrito Federal)
| Região Administrativa de Santa Maria          |                                                                                                   |
| Praça da Santa em Santa Maria                 |                                                                                                   |
| \| \| \| Bandeira \|                          |                                                                                                   |
| Região Administrativa XIII                    |                                                                                                   |
| Fundação: 10 de fevereiro de 1991 (34 anos)   |                                                                                                   |
| Lei de criação: 348 de 04 de novembro de 1992 |                                                                                                   |
| Mapa de Santa Maria                           |                                                                                                   |
| Limites:                                      | Gama, Park Way, Jardim Botânico, Novo Gama (GO), Valparaíso de Goiás (GO) e Cidade Ocidental (GO) |
| Distância de Brasília:                        | 26 km                                                                                             |
| Administrador(a):                             | Josiel França Penha Neto                                                                          |
| Área                                          |                                                                                                   |
| - Total                                       | 215,86 km²                                                                                        |
| População                                     |                                                                                                   |
| - Total                                       | 130.970 habitantes '                                                                              |
| IDH                                           | 0,747 médio                                                                                       |
| Site governamental                            | www.santamaria.df.gov.br                                                                          |
| Bandeira de Santa Maria                       |                                                                                                   |
| Bandeira                                      |                                                                                                   |

Santa Maria  é uma região administrativa do Distrito Federal brasileiro.

## História
A criação de Santa Maria está ligada ao Programa de Assentamento de Famílias de Baixa Renda, em lotes semi urbanizados. Loteados pelo Governo do Distrito Federal. Foi destinada uma área do Núcleo Rural Santa Maria, anteriormente território de Gama. Santa Maria foi fundada em 10 de fevereiro de 1991, recebendo a condição de região administrativa, conforme a Lei 348, de 4 de novembro de 1992. Seguido da transferência dos moradores da invasão de Gama e outras localidades próximas do Distrito Federal. Instaurando também o primeiro lote residência, na QR 201 Conjunto A Lote 1, Santa Maria Sul.
O processo de expansão econômica em Santa Maria, como em outras regiões administrativas do Distrito Federal, se iniciou a passos lentos e dependente de um investimento inicial do governo. No caso de Santa Maria, ainda na década de 90, com o início das obras de um condomínio residencial, o Santos Dumont, conhecido na época como Sítio Gama. Outro fator que facilitou o desenvolvimento econômico na região foi a pavimentação nas ruas das quadras mais adensadas da região. Entretanto, um dos principais elementos que fundamentaram a expansão econômica da região foi a criação e ocupação do Polo  de Desenvolvimento Juscelino Kubitschek, popularmente conhecido como Polo JK, inaugurado em 1994, pertence ao Programa de Promoção do Desenvolvimento Integrado e Sustentável do Distrito Federal (Pró-DF), programa de fomento à indústria que dá incentivos fiscais às empresas que se instalam no local.
Já na primeira década do segundo milênio, ocorreram diversas obras que deram continuidade ao processo de expansão econômica de Santa Maria. Como a construção da maior indústria da região na época, a União Química Farmacêutica, localizada no Polo JK. E um dos pontos focais do comércio da região foi a inauguração do primeiro Shopping Center da região administrativa, o Santa Maria Shopping, que possibilitou uma agressiva expansão comercial na região.
Santa Maria obteve dois novos parcelamentos, os projetos urbanísticos terão 1,117 unidades habitacionais, contando também com áreas para comércio, área para serviços, equipamentos públicos e espaços livres. Cerca de 3,689 pessoas devem ser contempladas, a aprovação aconteceu durante a reunião do Conplan (Conselho de Planejamento Territorial e Urbano do Distrito Federal).
Serão 663 lotes residências, 454 lotes de uso misto que ficarão localizados no Setor Habitacional Meireles, os projetos urbanísticos aprovados foram o Meireles MRV, que realizaram todos os estudos urbanísticos, de meio ambiente e trânsito, além de consultas aos serviços públicos para verificação do impacto nas redes.
Uma das principais estratégias para combater o déficit habitacional e a ação dos grileiros é a oferta de lotes regularizados, em áreas planejadas, com suporte para receber a infraestrutura correta. Isso contribui para o crescimento ordenado do território.
A aprovação dos projetos urbanísticos por decretos, com a publicação no Diário Oficial do Distrito Federal (DODF), é um dos próximos passos, após a divulgação do decreto e o acompanhamento da implantação das infraestruturas o papel do Governo do Distrito Federal se encerra.

## Etimologia
A região administrativa tem seu nome advindo de um dos dois ribeirões que a rodeiam, Santa Maria e Alagado.

## Cultura
Santa Maria, no Ano de 2015, criou o Fórum de Cultura de Santa Maria, uma iniciativa da Administração Regional, juntamente com os artistas para discutir Políticas Públicas, e com o intuito de contemplar todas as artes existentes na região.
Teve uma das festas populares mais prestigiadas do Distrito Federal, a festa de aniversário de Santa Maria - FASSANTA, a cada ano que passa o público aumenta, em 2010 a festa atraiu mais de 300 mil pessoas, com atrações nacionais e locais. Outra grande festa tradicional de Santa Maria é a Fé Santa, realizada no estacionamento da Paróquia São José, que costuma atrair grandes públicos. Possui vários músicos, bandas e grupos de teatro. Dentre eles, a CIA de Teatro Barcaça dos Beltranos, projeto artístico pedagógico que há vários anos desenvolve projetos e montagens teatrais com jovens, adolescentes e adultos da própria cidade, bem como de outras cidades do Distrito Federal e entorno. A cidade possui forte raiz cultural. Seus principais grupos de teatro foram sempre compostos por jovens com ideais de mudança, como Daniel dos Santos (atual diretor da Barcaça dos Beltranos CIA de Teatro e professor formado em Artes Cênicas e Educação Artística, pela Universidade de Brasília) e Denis Bueno, outro artista ativista da causa cultural, bastante enraizado na cidade. Dênis é oficineiro, pesquisador cênico na área de expressão corporal e preparador corporal de grupos e de atores, atualmente integrante do grupo de teatro  Cutucart. Esses dois jovens criaram uma história de luta e determinação em prol da arte na cidade.
Dentro do Cenário de Santa Maria, os grupos que se destacaram na produção teatral, artística e cultural foram:
Grupo de teatro LIBERDADE & EXPRESSÃO (atualmente inativo), foi criado pelo professor Getúlio Cruz por volta de 1997. O Liberdade surgiu dentro da escola, o CEF 308. Alguns de seus componentes atualmente são grandes professores e artistas premiados fora do Distrito Federal em festivais de teatro.
A COMPANHIA TEATRAL ZURETTA (atualmente inativa), foi criada no ano de 1999 por Daniel dos Santos e Hélio Gomes, a partir da junção de dois projetos de arte e cultura presentes na cidade: A CIA "Pão com Mortanda" (1995 a 1999) e a Oficina "Ploc Artes" (1998 a 1999), esta, liderada pelo servidor público Jurandir Heleno, falecido em 2012. Seus componentes possuíam grandes habilidades em dublagem e interpretação cênica. Ao encerrar as atividades, a Zuretta deu origem ao grupo de teatro Barcaça dos Beltranos liderado pelo Professor e Diretor de Teatro Daniel dos Santos e a CIA de Arte Dramática Dinastia Dell'arti, liderada por Hélio Gomes e Pako Rocha.
A Dinastia Dell'arti trabalha ainda trabalha no desenvolvimento de vários projetos, no tocante ao Teatro, Música, Dança, Cinema e Fotografia.
A BARCAÇA DOS BELTRANOS CIA DE TEATRO, foi criada em dezembro de 2002 pelo atual Diretor Daniel dos Santos, após sua saída da Zuretta. A Barcaça é a mais atuante no cenário teatral "santa-mariense", sendo conhecida também por todo o Distrito Federal. O grupo possui vários trabalhos premiados e vários participantes ao longo de sua existência acabaram se formando em artes cênicas e outros segmentos. A trupe já montou textos consagrados do cenário teatral, como por exemplo "Pimbinha" de Pedro Bloch; "Muitas Luas" de Tatiana Belinky; "O Auto da Compadecida" de Ariano Suassuna; "Lisbela e o Prisioneiro" de Osman Lins; "O Bem Amado" de Dias Gomes e "O Casamento do Pequeno Burguês" de Bertolt Brecht e "Santo Antônio e a Porca de Madeira", inspirado em "O Santo e a Porca", de Ariano Suassuna.
Ensaiando na Brinquedoteca Pública de Santa Maria desde 2002 (que de 1999 a 2002 foi ocupada pela Zuretta), a Barcaça dos Beltranos atualmente desenvolve cursos e treinamentos cênicos de palco e caracterização interna e externa com seus "alunos-atores".
Outro grande movimento cultural que acontece na cidade de Santa Maria, é A Via-Sacra de Santa Maria, que atrai um grande público na sexta-feira santa, no ano de 2010 alcançou o posto de segunda maior Via-Sacra do Distrito Federal, atualmente conta com cerca de 300 pessoas envolvidas em sua montagem, desenvolvimento e apresentação. Ela surgiu no GTAC (Grupo de Teatro Atores de Cristo), um grupo muito popular na cidade, nascido em 1996, o grupo pertencente à Paróquia São José foi referência no Teatro Cristão no Distrito Federal. O grupo está atualmente inativo.
Atualmente reside na Cidade a Cia Um Ato Produções Culturais, Na AC 419, Com 5 Espetáculos Construídos, Tem como Diretora a Rosângela Lima, a Tantan, personagem que anima festas infantis e eventos. Responsável por fomentar a Cultura da Cidade, e também por ser fonte de emprego para artistas, pois participa de grandes eventos, por todo o Distrito Federal.
Santa Maria tem ponto facultativo dia 1.º de Janeiro, para realização de um culto público para sua padroeira a Santa Mãe de Deus, conforme a Lei nº 2908, de 5 de maio de 2002.

## Geografia
Faceando os limites de Santa Maria estão as regiões administrativas de Jardim Botânico, Park Way e Gama. E como Santa Maria fica encostada na linha da divisa do Distrito Federal, ela se encontra próxima ao estado de Goiás, pelo município de Valparaíso de Goiás.

### Relevo e Hidrografia

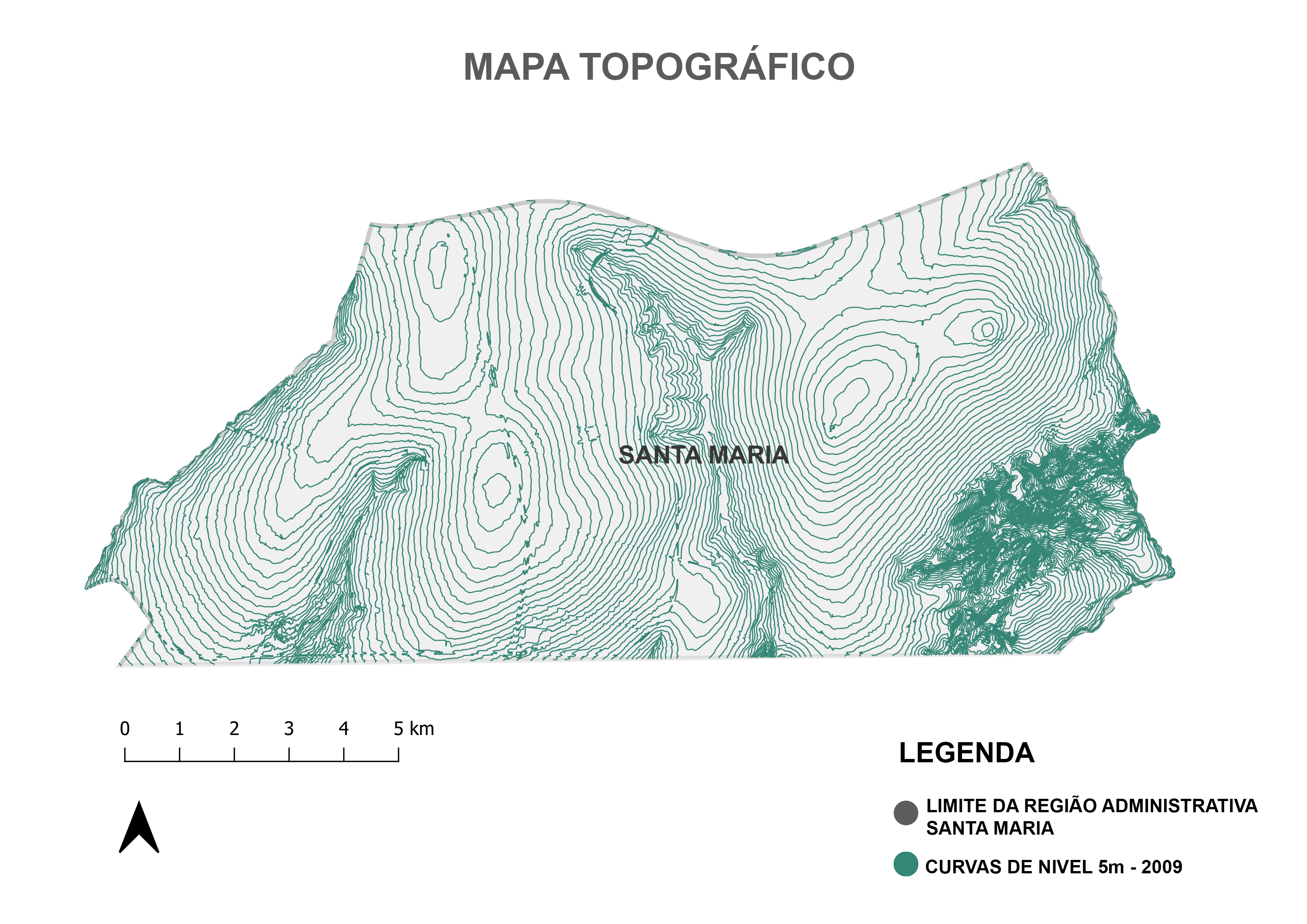

A Topografia é característica pelos terrenos de ondulação suave situados entre as cotas altimétricas de 1100 e 1250 metros sendo o ponto culminante localizado entre duas torres do Cindacta, próximo ao DNER com altitude de 1258 metros acima do nível do mar.
Além da área urbana do Núcleo Habitacional de Santa Maria existem terrenos de topografia ainda mais plana, remanescentes de áreas militares da Marinha situados na parte central da região administrativa.

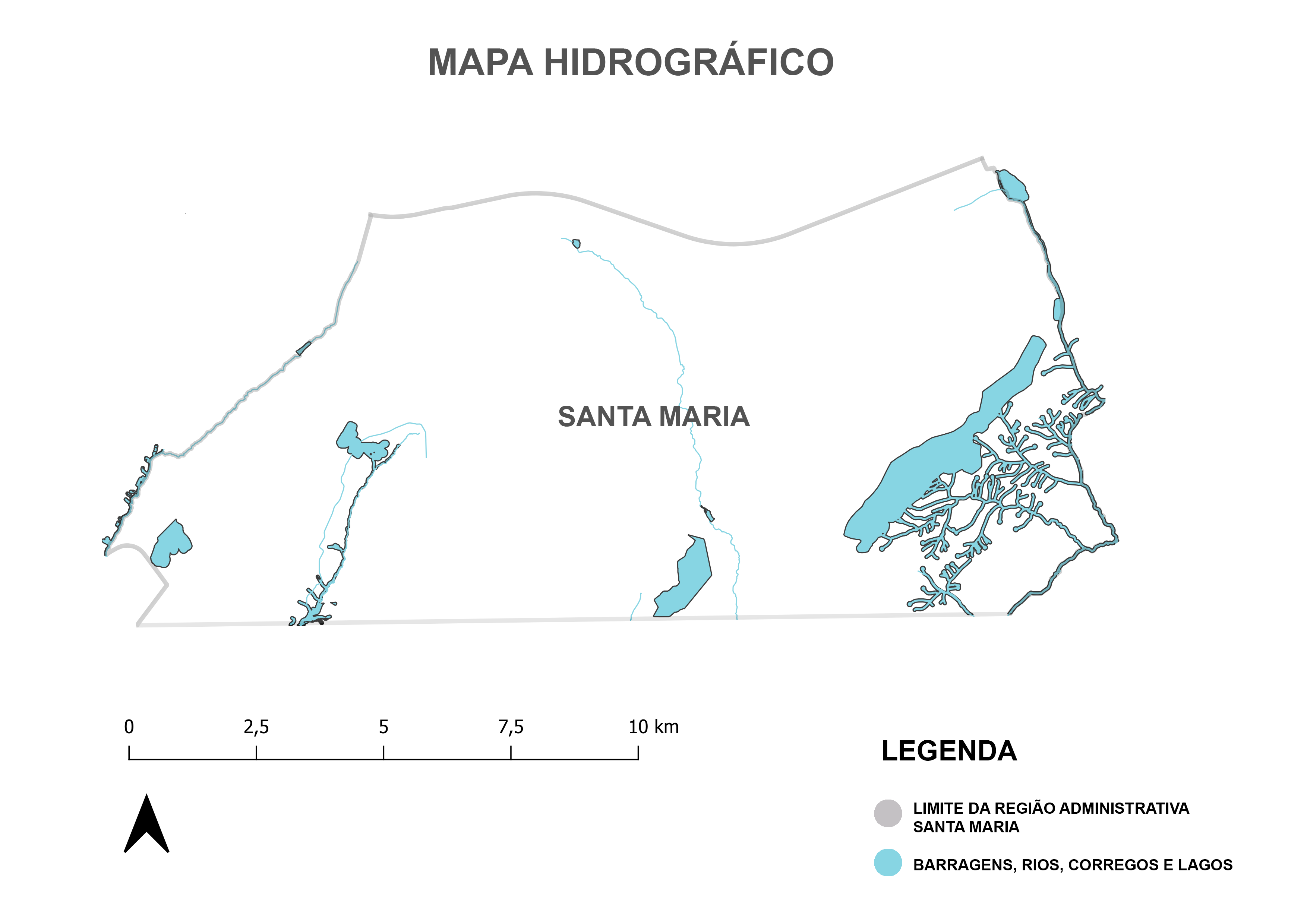

A hidrografia é formada por tributários da bacia brasileira do Rio Paraná, caracterizando-se pela particularidade dos rios terem suas nascentes dentro da própria região administrativa. A região administrativa de Santa Maria localiza-se na bacia de São Bartolomeu e possui as seguintes bacias secundárias ou sub-bacias: - Sub-bacia do Rio Alagado - Sub-bacia do Rio Santa Maria - Sub-bacia do Rio Saia Velha - Sub-bacia do Rio Santana O abastecimento de água é feito pelo sistema do Rio Descoberto.

### Clima
| Dados climatológicos para Brasília (Sudoeste)                                                    | Dados climatológicos para Brasília (Sudoeste) | Dados climatológicos para Brasília (Sudoeste) | Dados climatológicos para Brasília (Sudoeste) | Dados climatológicos para Brasília (Sudoeste) | Dados climatológicos para Brasília (Sudoeste) | Dados climatológicos para Brasília (Sudoeste) | Dados climatológicos para Brasília (Sudoeste) | Dados climatológicos para Brasília (Sudoeste) | Dados climatológicos para Brasília (Sudoeste) | Dados climatológicos para Brasília (Sudoeste) | Dados climatológicos para Brasília (Sudoeste) | Dados climatológicos para Brasília (Sudoeste) | Dados climatológicos para Brasília (Sudoeste) |
| Mês                                                                                              | Jan                                           | Fev                                           | Mar                                           | Abr                                           | Mai                                           | Jun                                           | Jul                                           | Ago                                           | Set                                           | Out                                           | Nov                                           | Dez                                           | Ano                                           |
| ------------------------------------------------------------------------------------------------ | --------------------------------------------- | --------------------------------------------- | --------------------------------------------- | --------------------------------------------- | --------------------------------------------- | --------------------------------------------- | --------------------------------------------- | --------------------------------------------- | --------------------------------------------- | --------------------------------------------- | --------------------------------------------- | --------------------------------------------- | --------------------------------------------- |
| Temperatura máxima recorde (°C)                                                                  | 32,6                                          | 32                                            | 32,1                                          | 31,6                                          | 31,6                                          | 31,6                                          | 30,8                                          | 33                                            | 35,8                                          | 36,4                                          | 34,9                                          | 33,7                                          | 36,4                                          |
| Temperatura máxima média (°C)                                                                    | 26,9                                          | 27,2                                          | 27                                            | 26,8                                          | 26                                            | 25,3                                          | 25,6                                          | 27,4                                          | 29,1                                          | 29                                            | 27                                            | 26,8                                          | 27                                            |
| Temperatura média compensada (°C)                                                                | 21,9                                          | 21,9                                          | 21,8                                          | 21,6                                          | 20,3                                          | 19,3                                          | 19,3                                          | 21                                            | 22,8                                          | 23,1                                          | 21,7                                          | 21,7                                          | 21,4                                          |
| Temperatura mínima média (°C)                                                                    | 18,3                                          | 18,2                                          | 18,2                                          | 17,7                                          | 15,6                                          | 14,2                                          | 13,9                                          | 15,3                                          | 17,6                                          | 18,5                                          | 18,1                                          | 18,3                                          | 17                                            |
| Temperatura mínima recorde (°C)                                                                  | 12,2                                          | 11                                            | 14,5                                          | 10,7                                          | 3,2                                           | 3,3                                           | 1,6                                           | 5                                             | 9                                             | 10,2                                          | 11,4                                          | 13,5                                          | 1,6                                           |
| Precipitação (mm)                                                                                | 206                                           | 179,5                                         | 226                                           | 145,2                                         | 26,9                                          | 3,3                                           | 1,5                                           | 16,3                                          | 38,1                                          | 141,8                                         | 253,1                                         | 241,1                                         | 1 478,8                                       |
| Dias com precipitação (≥ 1 mm)                                                                   | 16                                            | 14                                            | 15                                            | 9                                             | 3                                             | 1                                             | 0                                             | 2                                             | 4                                             | 10                                            | 17                                            | 18                                            | 109                                           |
| Umidade relativa compensada (%)                                                                  | 74,7                                          | 74,2                                          | 76,1                                          | 72,2                                          | 65,4                                          | 58,8                                          | 51                                            | 43,5                                          | 46,4                                          | 58,8                                          | 74,5                                          | 76                                            | 64,3                                          |
| Insolação (h)                                                                                    | 159,6                                         | 158,9                                         | 168,7                                         | 200,8                                         | 237,9                                         | 247,6                                         | 268,3                                         | 273,5                                         | 225,7                                         | 191,3                                         | 138,3                                         | 145                                           | 2 415,6                                       |
| Fonte: INMET (normal climatológica de 1991-2020; recordes de temperatura a partir de 21/08/1961) |                                               |                                               |                                               |                                               |                                               |                                               |                                               |                                               |                                               |                                               |                                               |                                               |                                               |

### Ecologia e Meio Ambiente
Como acontece nas demais áreas do Distrito Federal, localiza-se também na região administrativa de Santa Maria a vegetação denominada cerrado, encontra-se ali as seguintes gradações: - cerrado e cerradão com ocupação predominante; - cerrado limpo; - campo limpo; - mata galeria ou mata ciliar Observa-se que algumas áreas de reflorestamento localizam-se à margem da rodovia DF-001 (EPCT) e da BR-251.
Com a ocupação das terras rurais, a cobertura vegetal vai aos poucos sendo substituída pelas culturas diversificadas que estão sendo plantadas na Região.

## Demografia
Segundo dados levantados pelo PDAD 2021, a população da região administrativa foi contabilizada em 130.970 habitantes. Composto por 52% de nascimento feminino e 48% de nascimento masculino. E do percentual total, verificou-se que 2,2% se identifica LGBTQIA+, ou seja, pessoas transgêneros e/ou lésbicas, gays, bissexuais ou outros.
Em 2021, a população era composta por 50,4% pardos, 32,9% brancos, 15% pretos e 1,1% amarelos, não houve dados suficientes para indígenas.
Considerando-se a região de nascimento, 62% informaram ter nascido no Distrito Federal. Para os que não nasceram no Distrito Federal, o estado mais reportado foi Maranhão segundo 19,5% dos entrevistados, seguido de 16,4% para o estado de Piauí, 10,8% Minas Gerais, 10,6% Bahia, 10,5% Ceará, 9,3% Goiás, 7% Paraíba e 3,3% Pernambuco.

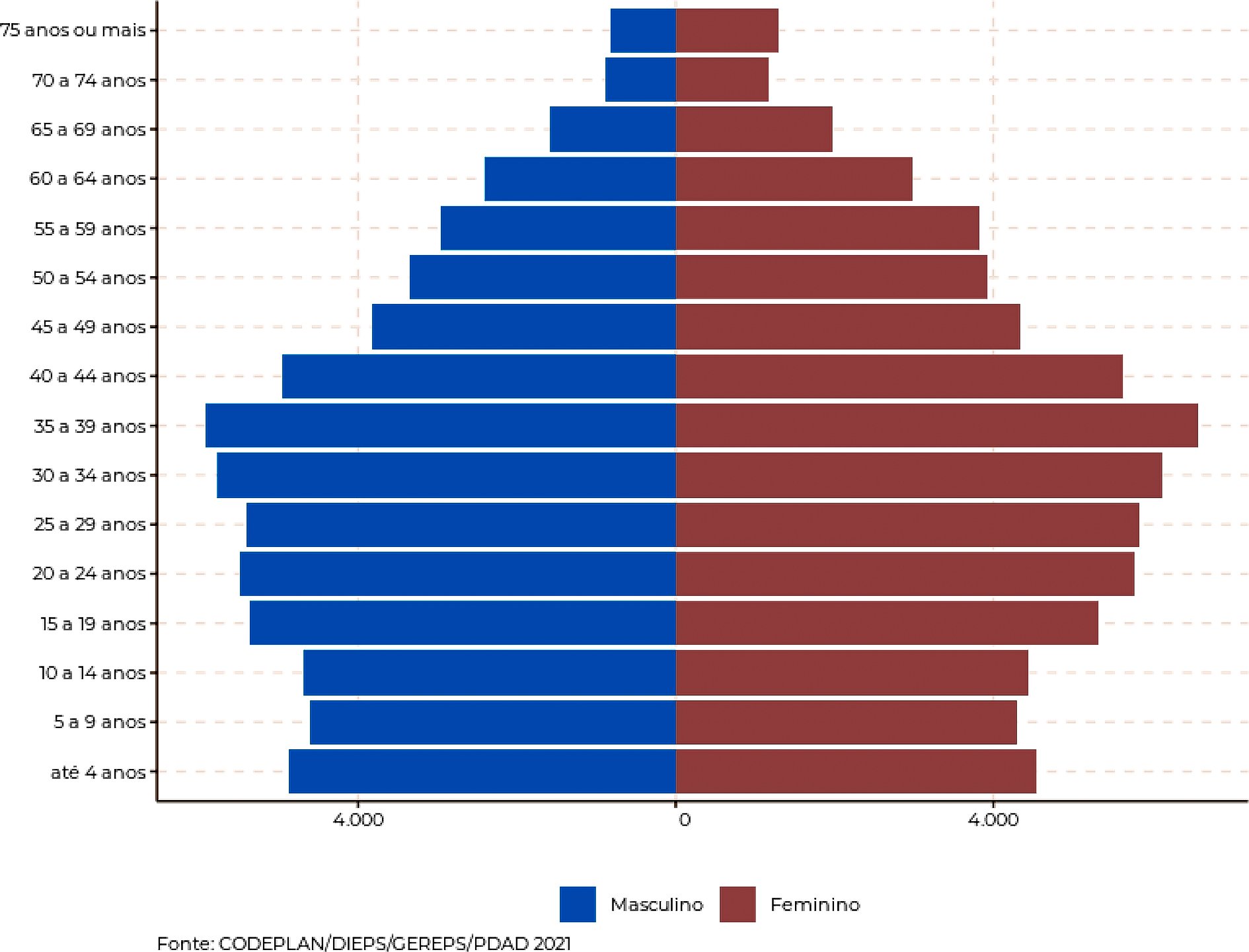

O índice de desenvolvimento humano (IDH), é um parâmetro estatístico que reúne dados associados ao “desenvolvimento humano” de uma região e cria uma média geométrica dos indicadores analisados. Variando de 0 a 1 o lugar é caracterizado conforme sua nota seguindo os seguintes critérios:
- Muito Alto - de de 0,800 a 1000
- Alto – de 0,700 a 0,799
- Médio – de 0,600 a 0,699
- Baixo – de 0,500 a 0,599
- Muito Baixo – de 0,000 a 0,499

O IDH de Santa Maria é considerado alto pelo Programa das Nações Unidas para o Desenvolvimento (PNUD), sendo que seu valor é de 0,0747 (o 16.º maior do Distrito Federal), conforme dados publicados pelo PNUD Brasil, em 2014. Considerando-se apenas o índice de educação o valor é de 0,704, o valor do índice de longevidade é de 0,824 e o de renda é de 0,719. O coeficiente de Gini, que mede a desigualdade social, era de 0,44, sendo que 1,00 é o pior número e 0,00 é o melhor.

## Política e Administração
A Administração Regional de Santa Maria é um órgão do poder de administração direta do Governo do Distrito Federal, observado o disposto no Decreto nº 37.625, de 15 de setembro de 2016, e as auditorias realizadas pelas autoridades competentes, controla e implementa os programas, projetos e ações públicas do Governo sob sua alçada, em coordenação com o GERC. A administração da região administrativa de Santa Maria realiza serviços como tapa-buracos, poda de árvores, recolhimento de lixo, entulho entre outros, podem ser solicitados diretamente na ouvidoria da Administração Regional de Santa Maria, Além de solicitar serviços, as pessoas também podem registrar elogios, sugestões, reclamações, pedidos de informações e fazer denúncias..

### Subdivisões
Santa Maria é dividida nas áreas de Santa Maria Norte, Santa Maria Sul, Santa Maria Centro, Setor Habitacional Ribeirão (Condomínio Porto Rico), Residencial Santos Dumont, Setor Habitacional Meireles (Total Ville), Cidade Nova (antiga Vila DVO) e Polo de Desenvolvimento Juscelino Kubitschek (Polo JK).

## Economia
Uma das principais entidades que movimentam a economia da região é o Polo JK, atrativo para as indústrias, nacionais e internacionais pelos seus incentivos fiscais emprega cerca de 7,5 mil empregos diretos, conforme dados levantados pelo correio brasiliense em 2011 e com grande potencial de expansão, visto que, possui capacidade de abrigar cerca de 3 mil indústrias em seu território e no período da pesquisa se encontravam apenas cerca de 150.
Outro grande participante econômico na região é o Porto Seco, estação aduaneira de 2004.
Segundo dados levantados pelo PDAD 2021, 55,8% da população em idade ativa (PIA) faziam parte da PEA, população economicamente ativa. Desse quantitativo 87,8% da PEA estava empregada e 12,2% desocupada.
Um fator relevante para a análise econômica da região é o percentual da população que não estuda e não trabalha. De acordo com o PDAD 2021 entre os habitantes de 18 e 29 anos esse quantitativo chega a 29,4%, enquanto que 70,6% trabalha e estuda e 8,9% não estuda e não trabalha, mas está à procura de emprego.
No que se refere à região onde a população da região administrativa trabalha, apenas 36,4% dos entrevistados pelo PDAD 2021 responderam trabalhar em Santa Maria, o restante da população se dividiu principalmente entre o Plano Piloto com a maioria de 37,1%, seguido de Gama com 6,8%, Taguatinga com 4,4% e Valparaíso de Goiás, no estado de Goiás, com 2,5%.

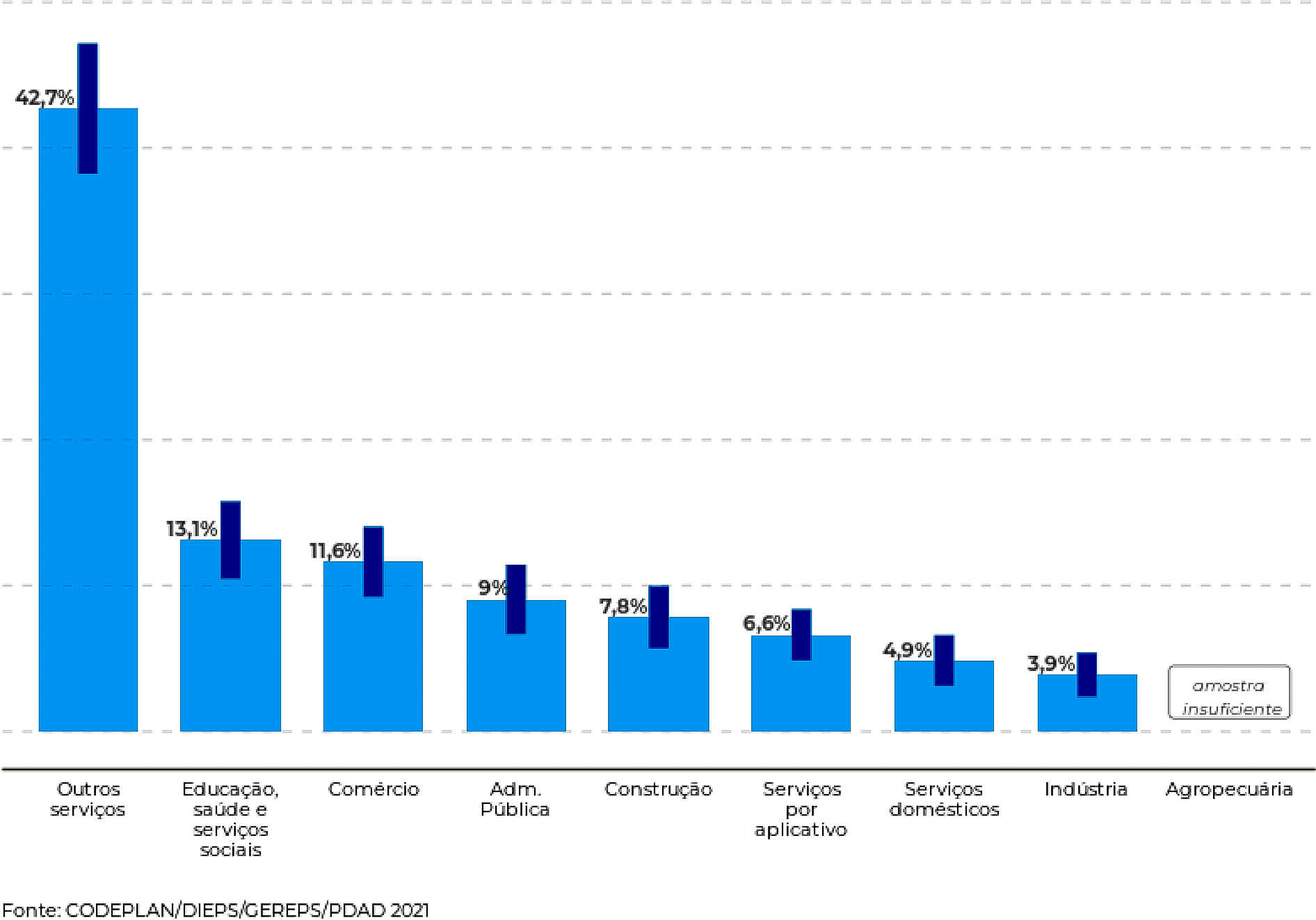

Segundo dados do PDAD 2021, da população com emprego, 42,7% exerce a categoria outros serviços, 13,1% atua na área de educação, saúde e serviços sociais, 11,6% comércio, 9% administração pública, 7,8% construção, 6,6% serviços por aplicativo, 4,9% serviços domésticos e 3,9% indústria. Distribuídos por posição ocupada, 50,4% da população é empregado no setor privado (exceto doméstico), 23,4% conta própria ou autônomo, 13,2% empregado no setor público, 4,2% empregado doméstico, 2,8% forças armadas/polícia/militar/bombeiros e 2,1% donos de negócio familiar.
Quanto a remuneração na região administrativa foi levantado, pelo PDAD 2021, que o valor médio do salário do trabalho principal é de R$ 2.458,67. Enquanto que, a renda domiciliar estimada ficou em R$ 3.813,90, resultando em uma média de R$ 1.503,50 por pessoa. Ao que se refere a distribuição do rendimento bruto do trabalho principal, comparado às faixas de salário mínimo, os valores encontrados foram os seguintes: 48,9% da população recebe mais de 1 até 2 salários mínimos; 29,8% recebe mais de 2 até 5; 14,6% até um salário mínimo; e 5,4% da população recebe mais de 5 até 10 salários mínimos.
Um dos lugares que se destacam em Santa Maria pela multitude de empreendimentos é o Polo JK, área de desenvolvimento econômico do Distrito Federal, destinado a abrigar grandes indústrias, como é o caso da União Química, com uma fábrica de 87.000,00 m², e a distribuidora de produtos farmacêuticos Audifar, que em 4.000 m² gera cerca de 142 empregos diretos.

## Infraestrutura

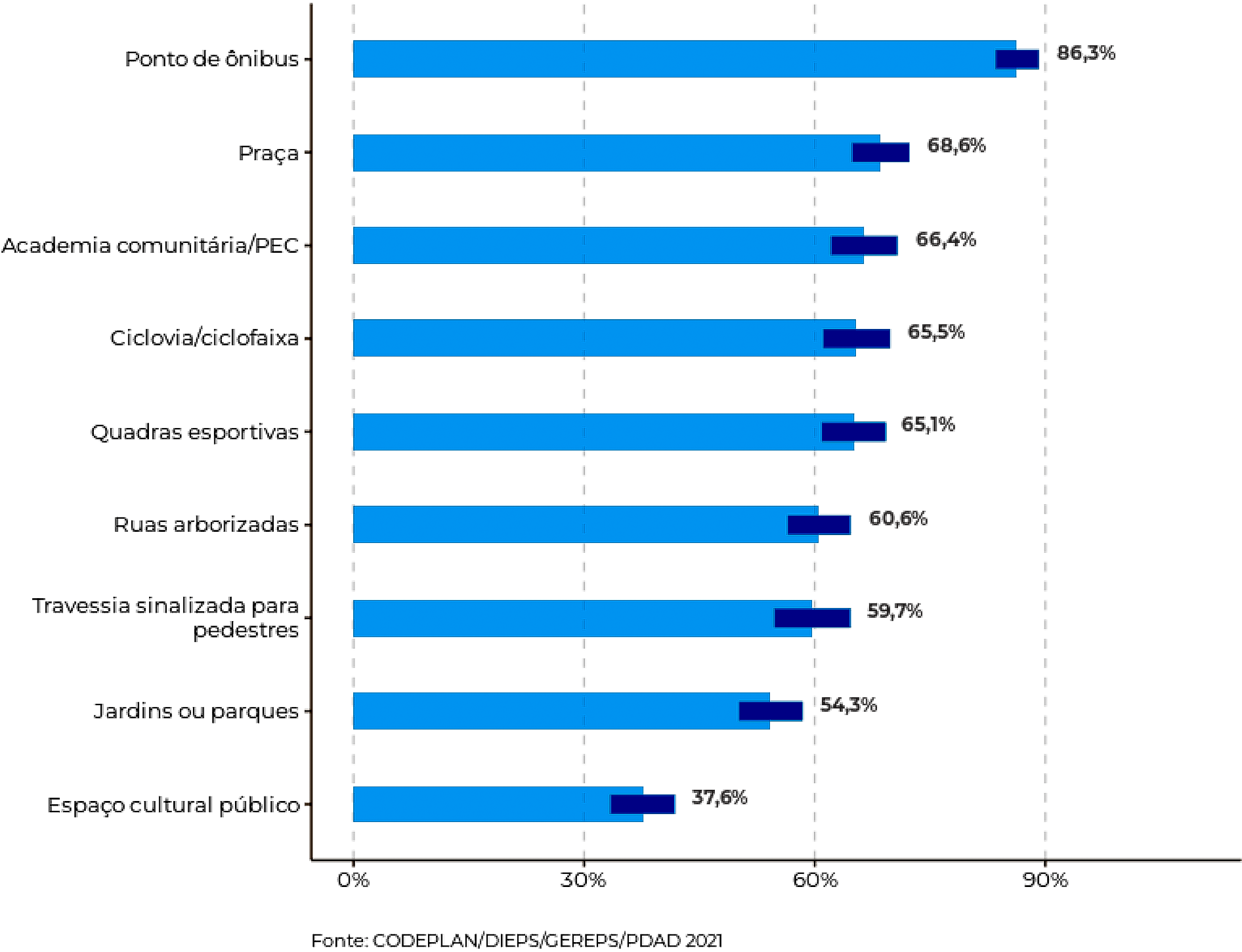

Quanto à infraestrutura pública, de acordo com levantamento realizado pelo PDAD 2021 que entrevistou a população local, nas proximidades dos domicílios, 60,6% responderam que havia ruas arborizadas, 54,3% responderam que havia jardins e parques, 68,6% responderam que existia praça, 37,6% informaram a existência de espaços culturais públicos, 66,4% informaram existiam academias comunitárias (também conhecidos como PEC – Ponto de Encontro Comunitário), 65,1% relataram a existência de quadras esportivas, 65,5% afirmaram haver ciclovia/ciclofaixa, 59,7% relataram existir travessia sinalizada para pedestres (como faixas de pedestre, passarela, passagem subterrânea ou semáforo) e 86,3% disseram existir ponto de ônibus.

### Saúde
Na região administrativa encontra-se o segundo maior hospital do Distrito Federal, o Hospital Regional de Santa Maria, segundo dados do Iges-DF. Contendo 384 leitos, desses 60 destinados a Unidade de Terapia Intensiva (UTI). Contemplando também diversas especialidades como: Pediatria, Nefrologia, Cirurgia geral, Ortopedia, Urologia, Mastologia, Cardiologia, Psiquiatria, Ginecologia e Obstetrícia, Infectologia, Proctologia, Odontologia, Bucomaxilofacial, Reumatologia, Neonatologia, Hematologia, Anatomia Patológica, Radiologia, Endoscopia e Gastroenterologia.

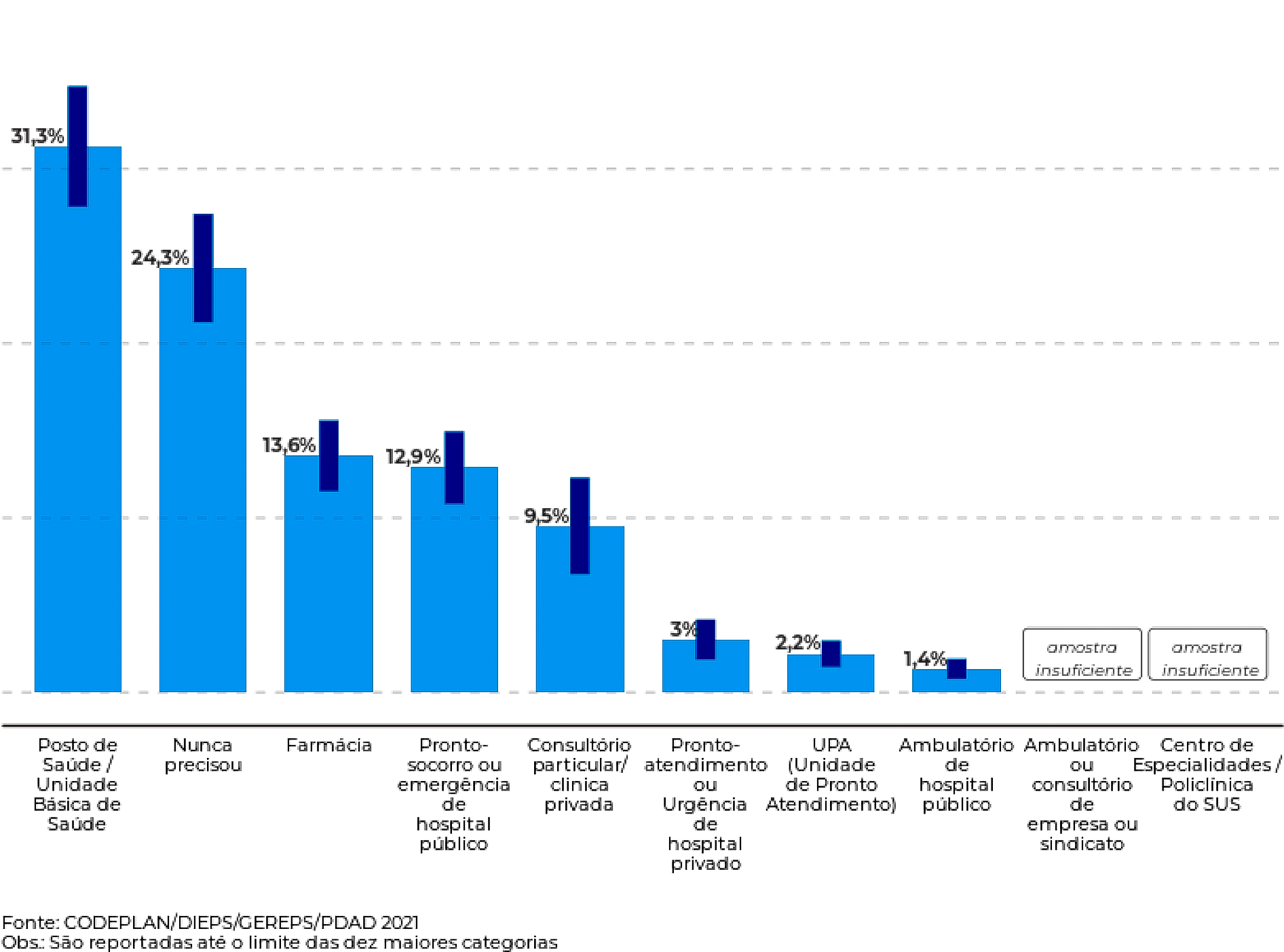

Segundo dados da CODEPLAN e da Secretaria de Saúde do Distrito Federal, foram identificados em 2018, 17 unidades de saúde pública na região administrativa, distribuídos em 1 Hospital, 9 unidades básicas de saúde (UBS), e 7 centros de saúde entre postos de saúde, prontos-socorros e uma unidade de internação. Segundo o Instituto de Gestão Estratégica de Saúde do Distrito Federal (Iges-df), em 2019, existiam 384 leitos de internação disponíveis no Hospital Regional de Santa Maria (HRSM).
Em 2015, segundo dados do Boletim epidemiológico, produzido pela Secretaria de Saúde do Distrito Federal, a taxa de mortalidade infantil em menores de 1 ano para cada grupo de 1.000 nascidos vivos em Santa Maria foi 8,8. Quando comparado com o levantamento do ano anterior, 2014, foi possível observar uma redução nesse índice, visto que, ele era de 12,3.
Quanto ao atendimento de saúde, 31,3% dos moradores informaram ter utilizado posto de saúde/unidade básica de saúde na última ocasião de necessidade, 24,3% nunca precisou de atendimento, 13,6% farmácia, 12,9 pronto socorro ou emergência de hospital público, 9,5% consultório particular/ clínica privada, 3% pronto atendimento ou urgência de hospital privado, 2,2% UPA (unidade de pronto atendimento" e 1,4% ambulatório de hospital público.
Da população da região administrativa 69% procurou atendimento em Santa Maria, 12,7% se deslocou ao Plano Piloto, 8,9% em Gama, 2,7% fora do Distrito Federal e 2% procurou atendimento em Taguatinga.

### Educação

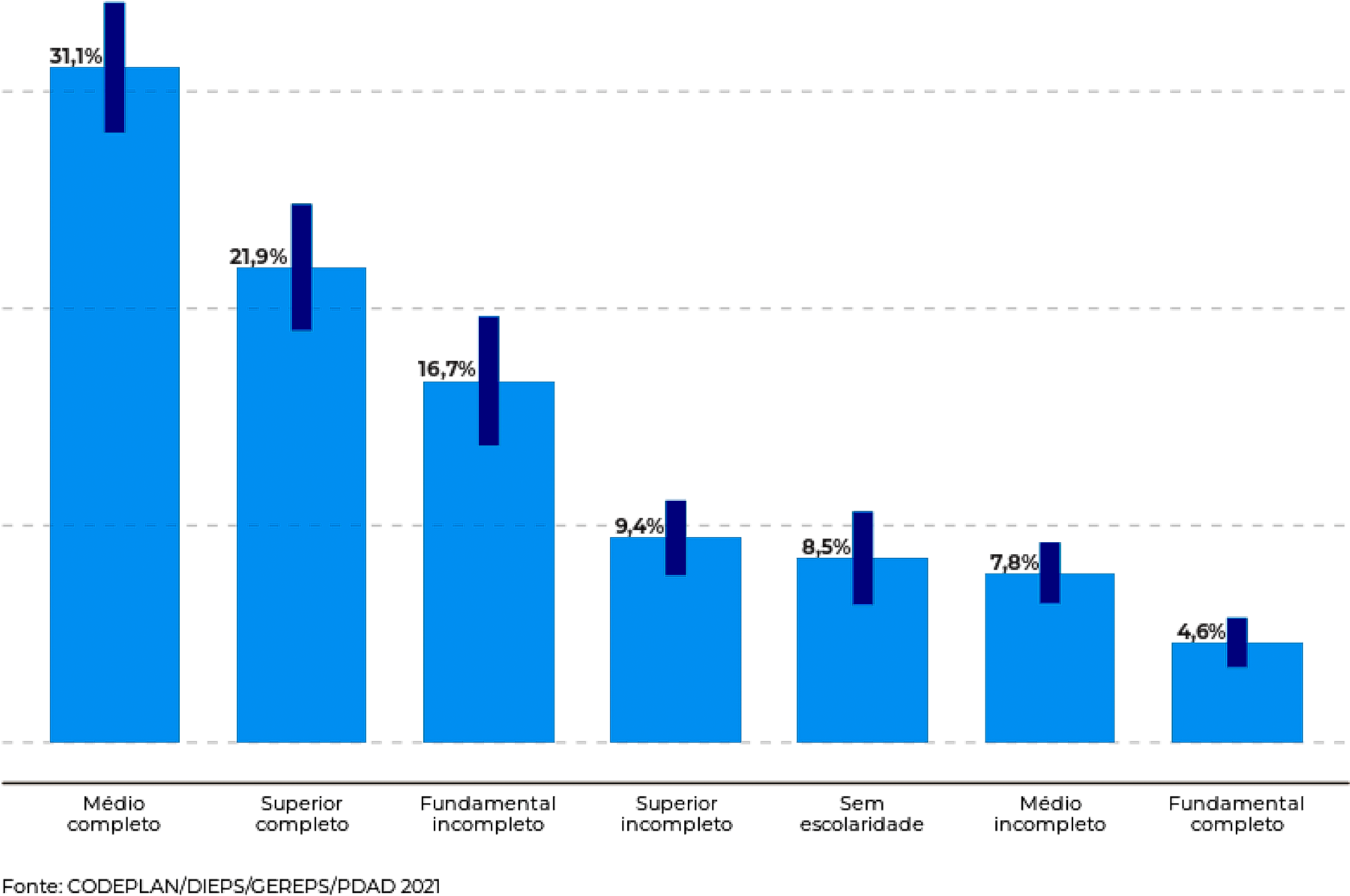

Segundo dados da Secretaria de Estado de Educação (SEEDF), em 2022, haviam 29 instituições de ensino público na região administrativa, distribuídas em 1 jardim de infância, 3 centros de educação infantil, 2 centros de atenção integral à criança, 7 escolas classe, 10 centros de ensino médio, 3 centros educacionais, 2 centros de ensino médio, 1 centro de ensino especial e 1 centro interescolar de línguas.
Em 2021, segundo dados do PDAD, 95,3% dos moradores com seis anos ou mais de idade declararam saber ler e escrever. Para as pessoas entre 4 e 24 anos, 63,5% reportaram frequentar escola pública, 20,9% não frequenta mais, mas já frequentou e 12,1% frequenta escola particular. Entre aqueles que frequentavam alguma unidade de ensino, 69,1% estudavam na própria região administrativa de Santa Maria, 11,5% se deslocavam para o Plano Piloto para estudar e 8,8% frequentavam alguma instituição de ensino no Gama.
No que diz respeito à escolaridade das pessoas com 25 anos ou mais, 31,1% declararam ter o ensino médio completo, 21,9% superior completo, 16,7% fundamento incompleto, 9,4% superior incompleto, 8,5% sem escolaridade, 7,9% médio incompleto e 4,6% fundamental incompleto.

### Segurança pública e criminalidade

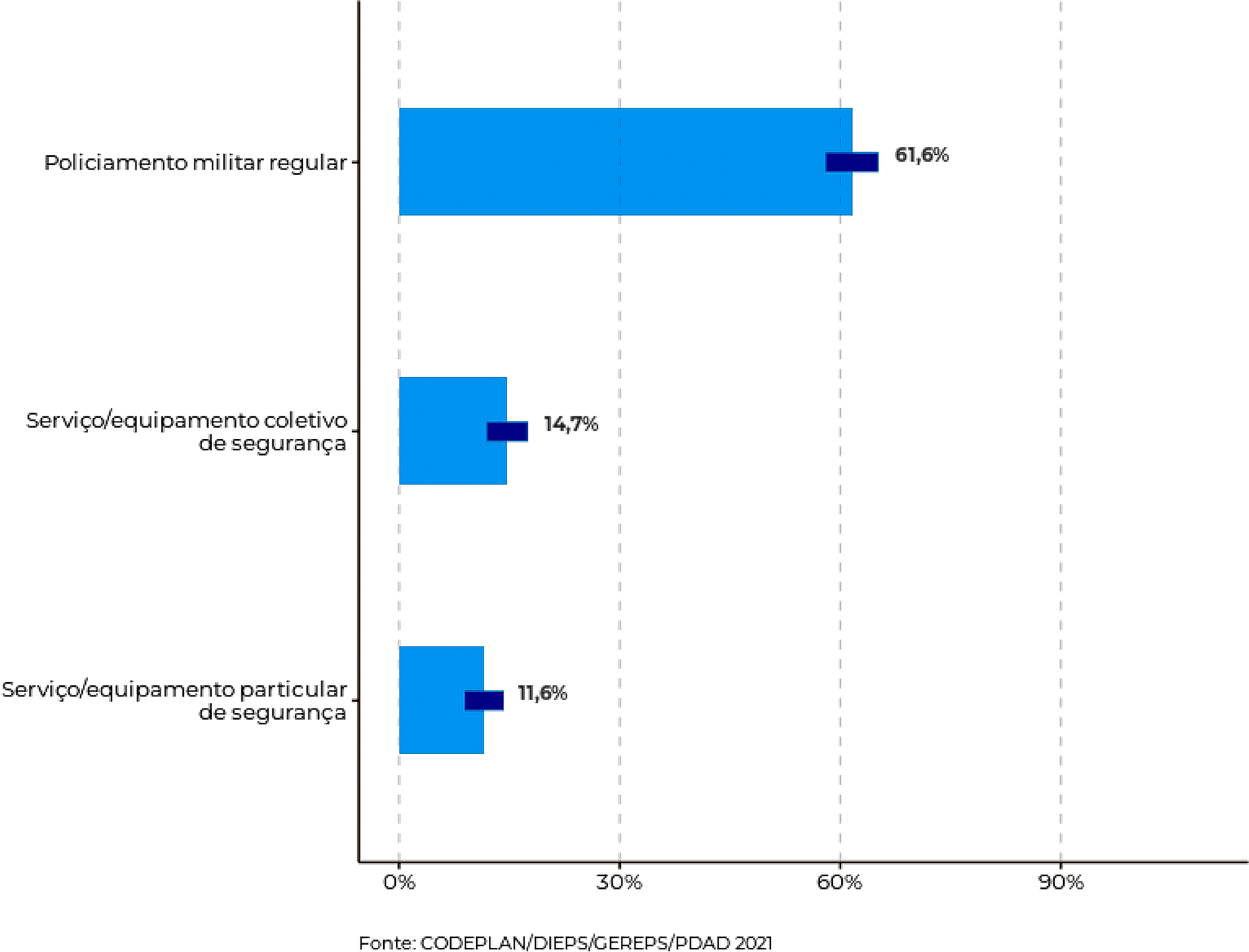

Segundo dados levantados pelo PDAD 2015, em 2013 foi registrada uma taxa de 38,3 homicídios para cada 100 mil habitantes, sendo o 22.º maior índice entre as regiões administrativas do Distrito Federal. Foram contabilizados, no ano de 2016, pelo Departamento de Trânsito do Distrito Federal (DETRAN - DF)  258 acidentes de trânsito com feridos e 9 com mortos, em Santa Maria.
Em 2021 foi realizado um levantamento realizado pelo PDAD na região administrativa e ao analisar as respostas obtidas pela população obteve-se os seguintes resultados: 61,6% dos entrevistados afirmaram haver policiamento militar regular; 11,6% dos domicílios havia equipamento ou dispositivo de segurança particular; e em 14,7% haviam serviços ou equipamentos de segurança compartilhados (como portarias, sistemas de segurança de condomínio, ronda etc…)

### Habitação, serviços e comunicações
Quanto às características dos domicílios, segundo o PDAD 2021, há cerca de 38.190 unidades ocupadas com uma média de 3,43 moradores por domicílio. Sendo 95,7% em condição permanente e 4,3% improvisado.

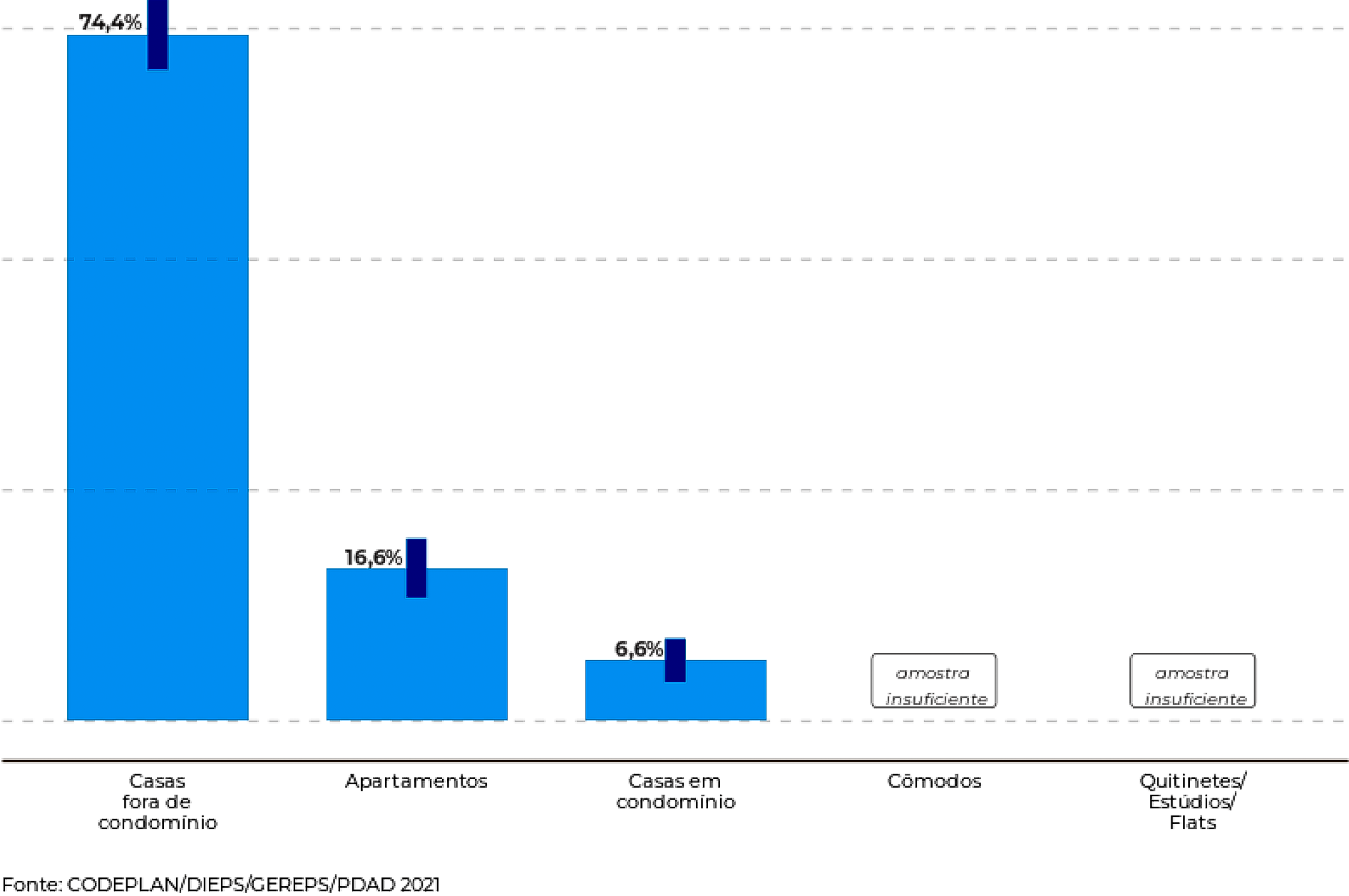

No que se refere às tipologias de domicílios, 74,4% eram de casas fora de condomínio, 16,6% apartamentos, e 6,8% casas em condomínios. E quanto à condição, 56,7% dos imóveis é próprio e já pago, 29,1% alugado, 10% próprio, ainda pagando e 3,3% cedido por outro. Segundo análise de regularização, 73,1% dos domicílios são de lote regularizado e 26,9% é não regularizado.
Quanto ao abastecimento de água, 99,7% dos domicílios tinham acesso à rede geral da Companhia de Saneamento Ambiental do Distrito Federal (CAESB). E 76,2% possuíam caixa d’água.
Sobre esgotamento sanitário, verificou-se que 98,5% dos domicílios tinham ligação com a rede geral da CAESB.
Sobre o abastecimento de energia elétrica, 100% declarou possuir abastecimento da rede geral da Companhia Energética de Brasília (CEB).
No que diz respeito ao recolhimento de lixo, 98,8% afirmou ter coleta direta, sendo 94,9% seletiva e 98,8% não seletiva, 86% tinham coleta indireta. Além disso, 62,8% faziam a separação do lixo no domicílio, entre orgânico e reciclável.
Sobre acesso à comunicação, 83,3% dos entrevistados responderam ter acessado a internet nos últimos 3 meses, dos quais, 96,5% acessaram todos os dias. Sendo o principal meio de acesso os celulares ou tablets contabilizando 96,4%, seguido de 37,6% por microcomputadores e 19,4% por outros meios (como televisão, videogames ou outros equipamentos eletrônicos).

### Transportes
De acordo com dados do PDAD 2021, a empresa que opera as linhas de ônibus na região administrativa é a Viação Pioneira e as principais rodovias de acesso à cidade são a Estrada Parque Contorno - EPCT (DF-001), a DF-140, DF-290, DF-495 e a BR-040.
verificou-se que a rua de acesso principal ao domicílio era asfaltada em 98% das unidades, 97,2% afirmaram ter calçada, das quais 94,3% tinham meio fio, sendo avaliadas como “boa”, segundo 51,4% dos respondentes.
Sobre problemas nas proximidades dos domicílios, 3% responderam que havia áreas com erosão, 3% responderam que havia áreas com inclinação acentuada (como morros) que poderiam apresentar riscos aos moradores, 21,1% responderam que havia entulho, 8,2% relataram existência de esgotos a céu aberto, 18,5% informaram que as ruas ficaram alagadas em ocasiões de chuva e 19,9% disseram que ruas próximas eram esburacadas.
O principal meio de transporte, respondido pelos moradores, para as instituições de ensino é a pé com 40,6%, seguido de ônibus com 33,2%. E 17% se deslocou por automóvel. Quanto ao tempo de deslocamento, 47% dos estudantes leva até 15 minutos de casa até a escola, 29,6% mais de 15 até 30 minutos, 13,2% mais de 30 até 45 minutos e 5,8% mais de 45 minutos até 1 hora.
No que tange ao deslocamento para o trabalho, 48% responderam utilizar ônibus, 41,5% informaram utilizar automóvel, 2,7% disseram utilizar motocicleta e 12,7% caminhavam até a localidade laboral. Sobre a duração deste deslocamento, 23,2% levava mais de 15 até 30 minutos, 20,5% mais de 45 minutos até 1 hora, 20,4% até 15 minutos, 18,4% mais de 30 minutos até 45 minutos, 13,2% mais de 1 hora até 1 hora e meia.

## Lazer e turismo
Santa Maria é privilegiada pelo rico patrimônio ambiental marcada por nascentes de águas cristalinas, com as que formam os rios alagados, e Santa Maria também possui em seu território duas das mais belas quedas d’água da região: O salto do TORORÓ no Córrego Caxeta, e a Cachoeira Saia Velha no rio do mesmo nome. As opções de lazer e turismo encontram-se em fase de crescimento, pode-se diagnosticar as já existentes na região administrativa:

### Solarius

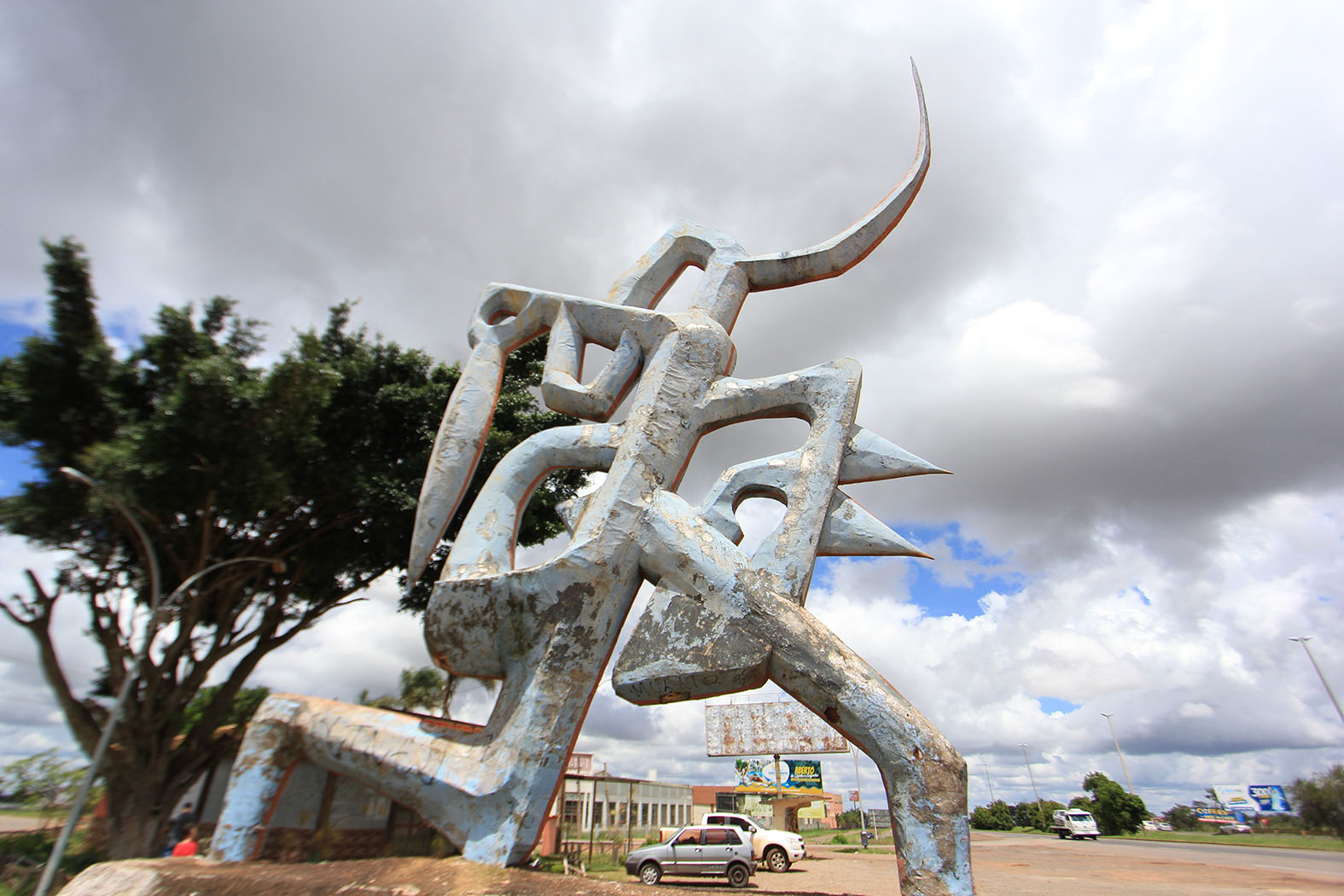

O Solarius está localizado na região administrativa de Santa Maria, à altura do km 06 da BR-040.
Também conhecido por Pioneiros Candango, é um monumento doado em 1967 pelo governo Francês ao governo Brasileiro, em homenagem a construção da nova capital, Brasília. Simboliza a ocupação territorial do Distrito Federal e representa o esforço de todos os brasileiro no sentido de se construir a Capital Federal e foi inaugurado em 26 de novembro de 1967.
Criado e esculpido pelo escultor Francês Auge Falchi, o monumento foi idealizado a partir das informações vinculadas pelos noticiários Franceses, sobre o movimento de migração dos brasileiros de todas as Regiões a fim de construírem a Capital Nacional.
Vindo de Nice, na França, o monumento foi embalado em 07 blocos de aço corten e transportados para Brasília em 16 metros de altura. Sua estrutura é de aço, com chapas galvanizadas, lã de vidro produtos plásticos.

### Solar das Àguias D'Blades(Turismo Rural)
O Solar das Águias D'Blades encontra-se aberto, das 9:00 h às 17:00 h sábados, domingos e feriados, para grupos de melhor idade, aniversários, igrejas. Pacotes especiais para escolas e confraternização em geral.
Oferece Turismo Rural e Esportes Radicais (Trilhas Ecológicas, Cavalos, Avestruzes, Horta, Comidas Típicas, Esportes Radicais).
Localização: DF-001, km 43 - Região da Marinha - Área Alfa - Santa Maria

### Agroturismo Buriti Alegre(Turismo Rural)
Localização: DF-001, km 42,5 (entre os trevos da Marinha e de Unaí, a 35 km, da Rodoviária de Brasília)